# モリバト

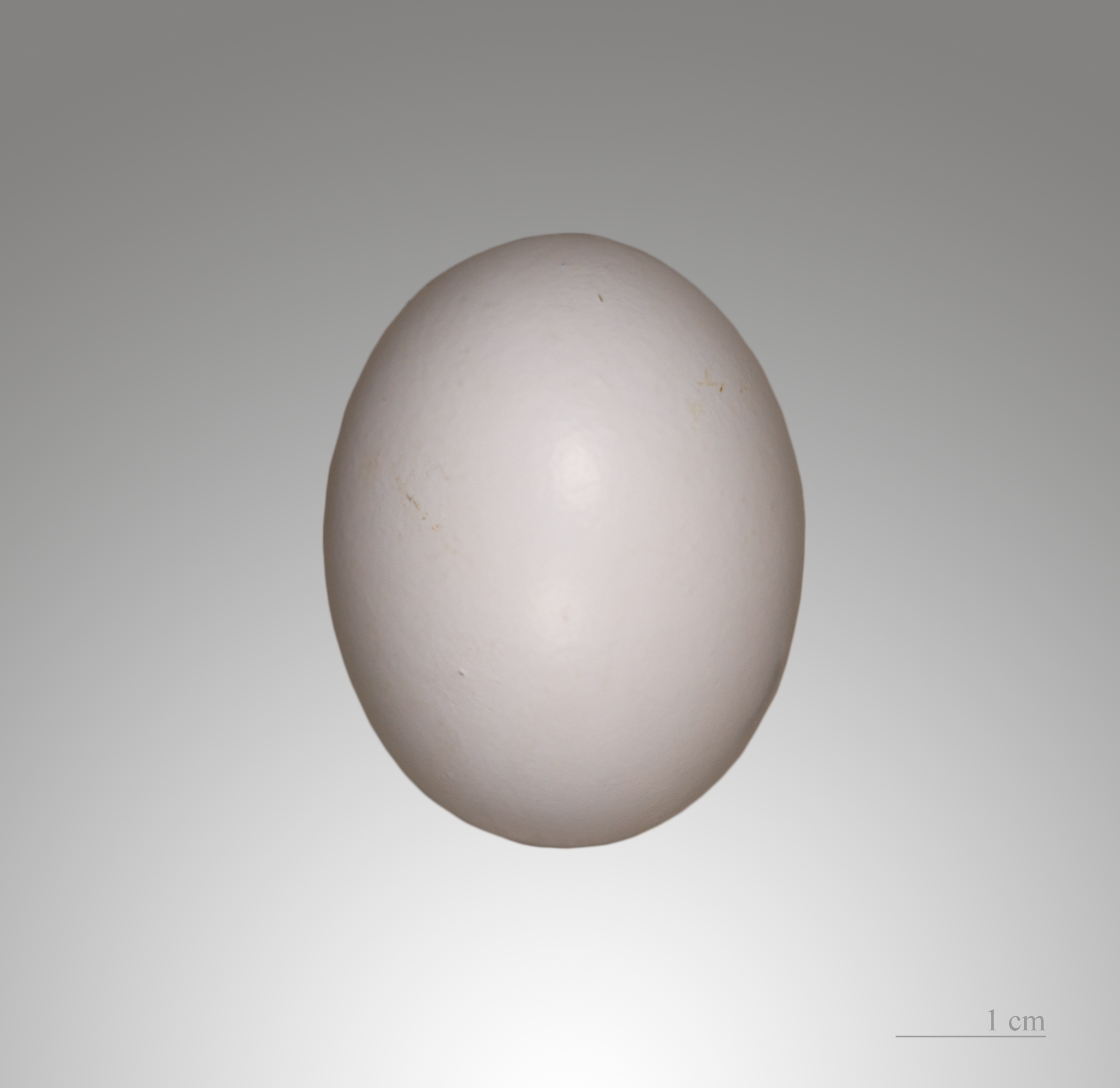
Columba palumbus

モリバト（学名Columba palumbus）は、ハト目ハト科に分類される鳥類の一種。

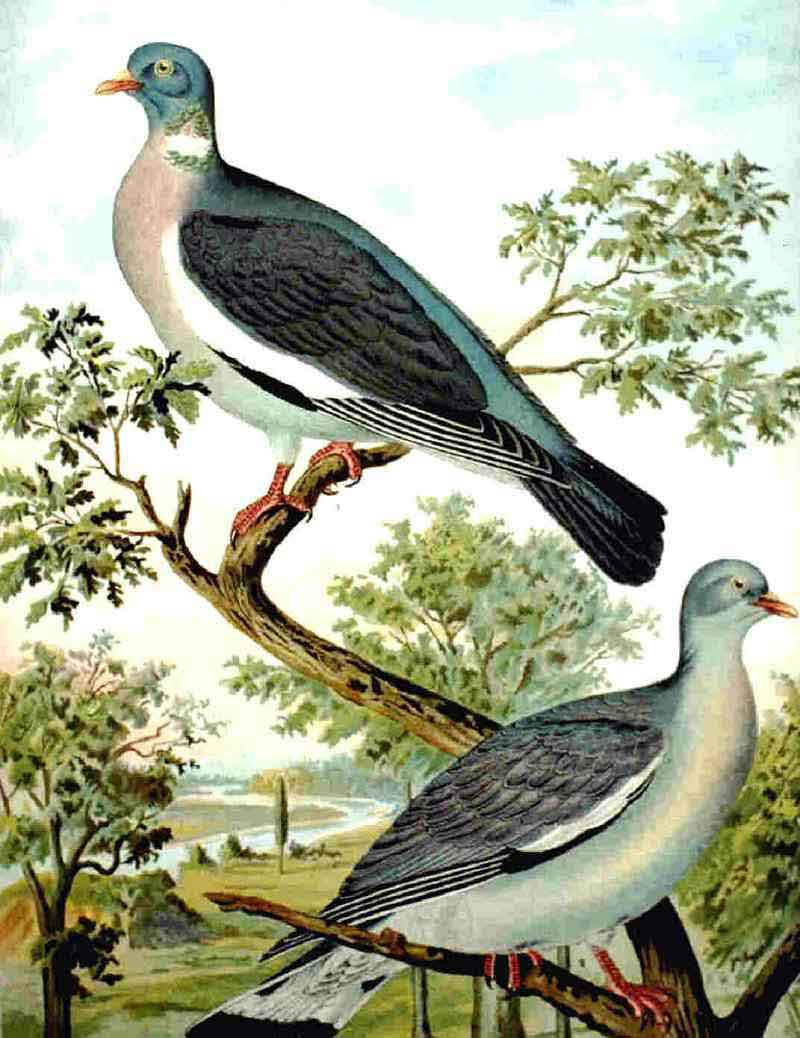
モリバト

旧北区・エチオピア区に生息する。